# ペーザー・グラム
ペーザー・グラム（Peder Gram, 1881年11月25日 - 1956年2月4日）はデンマークの後期ロマン派音楽の作曲家・指揮者。
コペンハーゲンに生まれ、ライプツィヒ音楽院にてシュテファン・クレールとアルトゥール・ニキシュ並びにハンス・ジットに師事。1908年よりコペンハーゲンで指揮者として活動し、1918年から1932年までデンマーク演奏協会 (Dansk Koncertforening) の音楽監督を、1937年から1951年までコペンハーゲンのデンマーク放送局で音楽部長を務めた。コペンハーゲンにて没。
3つの交響曲と1つのヴァイオリン協奏曲のほか、交響的幻想曲や交響詩、2つの演奏会用序曲や、多数の室内楽曲とピアノ曲、歌曲を手がけた。